# Susanne Langer
Susanne Langer, nascida Susanne Katherina Knauth (Nova Iorque, 20 de dezembro de 1895 — Nova Iorque, 17 de julho de 1985) foi uma filósofa, escritora e educadora norte-americana, mais conhecida por suas teorias sobre a influência da arte na mente humana. Ela foi uma das primeiras mulheres acadêmicas dos Estados Unidos e a primeira mulher a ser reconhecida popularmente como uma autêntica filósofa norte-americana. Langer é mais conhecida por seu livro publicado em 1942, intitulado Filosofia em Nova Chave. Em 1960, Langer foi nomeada "Fellow" da Academia de Artes e Ciências dos Estados Unidos. No Brasil, exerceu grande influência no movimento neoconcretista de autores como Ferreira Gullar.

## Biografia
Susanne Katherina Knauth era filha de Antonio Knauth, um advogado, e de Else M. (Uhlich) Knauth. Seus pais migraram da Alemanha para morar em Manhattan. Ela se formou em escolas particulares e tocava muito bem piano e violoncelo. A música irá ser fundamental em seu sistema filosófico. Graduou-se no Radcliffe College em 1920, onde estudou com Alfred North Whitehead, recebendo seu doutorado em 1926 em Harvard. Em 1921 ela casou-se com William L. Langer, professor de história em Harvard, de quem se divorciou em 1942. Langer ensinou filosofia em Radcliffe de 1927 a 1942. Ela também ensinou na University of Delaware, Columbia University (1945) -(1950), New York University, Northwestern University, Ohio State University, University of Washington e University of Michigan (Ann Arbor). Em 1954 ela foi indicada para ensinar filosofia no Connecticut College em New London, Connecticut.

## Obra
Como Cassirer, Langer define que o homem é essencialmente um animal que usa símbolos. O pensamento simbólico é profundamente enraizado na natureza humana, e o elemento central nas questões da vida e do conhecimento. Langer define a Arte como sendo a criação de formas simbólicas do sentimento humano. Distingue entre os símbolos discursivos da linguagem e os símbolos abertos apresentados ou "presentacionais" da obra de arte. O símbolo e o objeto simbolizado tem uma lógica formal comum.
As obras artísticas não expressam diretamente a experiência emocional do artista, mas uma "ideia" de emoção. A música cria uma aparência de tempo, um "tempo virtual", na pintura um "espaço virtual" é a primeira ilusão, poetas criam aparências de acontecimentos, pessoas, reações emocionais, lugares, etc, "semelhanças poéticas". Langer afirma que as formas musicais ostentam uma estreita lógica de semelhança com as formas de sentimentos humanos. A música é um "símbolo apresentado" do processo psíquico e as suas estruturas tonais ostentam uma lógica estreita de semelhança com as formas de sentimento ", formas de crescimento e de atenuação, de fluxo e de arrumação, de conflitos e de resolução, a rapidez, a detenção, a excitação, a calma". O símbolo e o objeto simbolizado tem uma forma lógica comum.
Langer também distingue a arte como símbolo - a obra de arte como um todo indivisível - a partir de símbolos da arte, que são elementos de trabalho e, muitas vezes, têm um significado literal. A particular utilização nada convencional do termo "símbolo" por Langer tem sido criticada por alguns filósofos, como George Dickie, entretanto Monroe C. Beardley, em seu livro Estética da Grécia Clássica para o Presente (1966), nota que os conceitos de arte como símbolo e seu desenvolvimento feitos por Susanne Langer "são realizados com grande sensibilidade e concretude".

### Influências posteriores

Um exemplo claro de sua influência no século XXI pode ser encontrada no quinto capítulo do livro do neurocientista Howard Gardner Arte, Mente e Cérebro (Artmed 1999), dedicado exclusivamente a seu pensamento. A abordagem cognitiva da criatividade feita pelo neurocientista é fundamentada no pensamento de Langer. Como a neurociência começa a distinguir o funcionamento especializado de zonas cerebrais, responsáveis por determinadas áreas de nosso comportamento, a emoção torna-se essencial como mediação das distintas áreas ou zonas de conhecimento. O trabalho de Susan Langer fundado nas artes como produtora de emoções e conhecimento, evidencia que ela estava à frente de seu tempo.
Em seu livro mais conhecido, Filosofia em Nova Chave: um estudo no simbolismo da razão, do rito e da arte (1942), ela procura distinguir os símbolos não discursivos da arte, daqueles da linguagem científica. Em Sentimento e Forma (1953) defende que a arte, especialmente a música, é altamente articulada com as formas de expressão simbólica ou com o conhecimento intuitivo que a linguagem não consegue expressar. Em seu Mind: An Essay on Human Feeling (1967, 1972 e 1982), Langer traça um esboço do desenvolvimento da mente (3 vols.).
Ela foi uma figura chave no pensamento filosófico da metade do século XX. O foco primário de sua obra principal (Filosofia em Nova Chave, Sentimento e Forma, Mind) foi estabelecer uma base sistemática para o entendimento da arte e de sua criação, seu valor para a consciência humana.
Para Langer a obra de Arte é a criação das formas simbólicas do sentimento humano ("Art is the creation of forms symbolic of human feeling"). Ela discernia entre os símbolos presentacionais abertos da Arte e os símbolos "discursivos" da linguagem, que não consegue expressar o aspecto subjetivo da experiência humana. Visão próxima à teoria lógica de Ludwig Wittgenstein desenvolvida em seu Tratado Lógico-Filosófico (1922), mas quando Wittgenstein parou ao definir o indizível, Languer acrescentou que a música e as artes articulam o que outras linguagens não conseguem, mostrar o que não pode ser dito.
O esforço do exame da linguagem simbólica da arte centra-se em um exame rigoroso de sua estrutura simbólica, comparando sua estrutura simbólica com as formas discursivas da linguagem e da matemática. Ela procura examinar as formas simbólicas da arte em relação com as formas naturais, inclusive aquelas que incorporavam o processo biológico.
Langer, embora tendo formação musical, também se interessou pelo teatro. Em Sentimento e Forma ela escreve que o teatro é uma especial forma poética e que o dinamismo da ação dramática não é tanto o resultado de uma ação visível que espelha a experiência concreta, mas sua localização na intersecção de dois grandes reinos da imaginação, passado e futuro. Langer escreve que um elemento-chave do drama é a criação de uma "história virtual", que é transparente para a audiência, e que pode ser obliquamente, mas totalmente, apreendida em cada momento de ação. A ação dramática contém uma "forma latente", que é sugerida ou desenvolvida em uma peça, e que é entendida plenamente apenas ao final, quando ele é entendida como o cumprimento do Destino. Em suma, o drama é processo de uma "história acontecendo", mais que uma "história em retrospecto", motivação e não causalidade.
No Brasil, Langer influenciou o movimento artístico neoconcretista desenvolvido por intelectuais como Ferreira Gullar, Amílcar de Castro e Franz Weissmann.
Embora ela não seja constantemente citada por filósofos profissionais, sua influência é enorme, principalmente com respeito a atividade simbólica presentacional, que tornou-se parte do conceito de inconsciência coletiva de pessoas preocupadas em explicar a produção da música e a arte na vida humana.

## Publicações sobre Langer
- Innis, Robert E. Susanne Langer in Focus. Bloomington, IN: Indiana University Press, 2009 (inglês).
- Schultz, William. Cassirer and Langer on Myth: An Introduction (2000) (inglês).
- Martin Seymour-Smith and Andrew C. Kimmens World Authors 1900-1950, vol.. 2, (1996) (inglês).
- G.L. Hagberg. Art as Language: Wittgenstein, Meaning, and Aestehtic Theory (1995) (inglês).
- E. Devine Thinkers of the Twentieth Century: A Biographical, Bibliographical and Critical Dictionary (1983) (inglês).
- R.K. Ghosh Aesthetric Theory and Art: A Study in Susanne K. Langer (1979) (inglês).
- Rita LaPlante Raffman Susanne Langer's Theory of Music as Symbol of Feeling: A Critique (1978) (inglês).
- Richard Jackson Bremer Harmony Through Resolution (1975) (inglês).
- George Dickie Aesthetics: An Introduction (1971) (inglês).
- H. Stoddard Famous American Women (1970) (inglês).
- Beverly Wayne Shirbroun Music and Human Feeling in Susanne Langer's Aesthetic Theory (1964) (inglês).
- Fred Blum Susanne Langer's Music Aesthetics (1954) (inglês).
- Morris Weitz Symbolism and Art in Review of Metaphysics, VII (1954) (inglês).
- Ernst Nagel Philosophy in a New Key in Journal of Philosophy, 40 (1943) (inglês).